# Gegharkunik (miejscowość)
Gegharkunik – wieś w Armenii, w prowincji Gegharkunik. W 2011 roku liczyła 1654 mieszkańców.